# Castillo de Lauriston
El castillo de Lauriston es un castillo del siglo xvi con extensiones del siglo xix con vista al fiordo de Forth en la ciudad escocesa de Edimburgo

## Historia
La torre original fue construida alrededor de 1590 por sir Archibald Napier de Merchiston, padre de John Napier (1550-1617), descubridor de los logaritmos, y por su hijo, también llamado Archibald. Más tarde, albergó al economista John Law, a Andrew Rutherfurd y a Thomas Macknight Crawfurd de Cartsburn entre 1871 y 1902. En 1827, Thomas Allan, un banquero e ingeniero de minas, encargó a William Burn expandir el edificio en un estilo jacobino.
William Reid, propietario de Morison and Co., adquirió el castillo en 1902 e instaló tuberías modernas y electricidad. Junto con su esposa Margaret, instaló una colección de finos muebles y artesanías. Los Reids, al no tener herederos, legaron su casa a Escocia bajo la condición de que fuera preservada intacta. La ciudad de Edimburgo ha administrado el castillo desde la muerte de Margaret Reid en 1926 y hoy en día ofrece una mirada a la vida eduardiana en una casa de campo escocesa. 
En algún momento durante sus numerosas restauraciones, se instaló un horóscopo tallado en piedra en la pared exterior, en la esquina suroccidental. El horóscopo fue supuestamente hecho por John Napier para su hermano. Puede ser visto en algunas imágenes en la pared central, debajo del extremo izquierdo de la torre-escalera, cerca del suelo.

## Diseño
Originalmente, el castillo de Lauriston fue una torre medieval de piedra, con planta en L y cuatro pisos. Además, contaba con una escalera en una torre circular. En 1827, se le hicieron extensiones para convertirlo en una casa solariega.

## Jardines
Los jardines en Lauriston incluyen un jardín japonés de una hectárea diseñado por Takashi Sawano, inaugurado en abril de 2002.
Desde la parte posterior del castillo, se divisan el río Forth y el Club de Croquet de Edimburgo y sus tres canchas de croquet, que se encuentran entre el castillo y el río.

## Fantasmas
El castillo de Lauriston, como muchos otros castillos escoceses, está supuestamente embrujado. Se dice que se escuchan sonidos de pasos de fantasmas.